# Гарцена, Бруно
Бруно Гарцена (итал. Bruno Garzena; 2 февраля 1933, Венария-Реале, Пьемонт — 30 июля 2024, Турин) — итальянский футболист, выступавший на позиции защитника.

## Карьера
Бруно родился в Венария-Реале, коммуне в провинции Турин. Начинал играть в молодёжной команде «Ювентуса». Проведя один матч за туринцев в чемпионате, отправился в аренду в команду «Александрия», выступавшую в серии B. По окончании аренды вернулся в «Ювентус», за который выступал в течение шести сезонов, выиграл два «скудетто» и два Кубка Италии. 23 марта 1958 года дебютировал за сборную Италии в Вене в матче Кубка Центральной Европы против сборной Австрии. Эта игра осталась единственной для Гарцены за национальную команду.
В 1960 году был взят в аренду «Виченцей», вернулся в «Ювентус» в сезоне 1961/62. Позже играл за «Модену», «Наполи», а закончил свою карьеру в «Иврее».
Умер 30 июля 2024 года в своём доме в Турине в возрасте 91 года.